# 大多喜郵便局
大多喜郵便局（おおたきゆうびんきょく）は、千葉県夷隅郡大多喜町にある郵便局。民営化前の分類では集配特定郵便局であった。

## 概要
住所：〒298-0299 千葉県夷隅郡大多喜町大多喜68-1

## 沿革
- 1872年（明治5年）旧7月 - 大多喜郵便取扱所として開設[1]。
- 1875年（明治8年）1月1日 - 大多喜郵便局（五等）となる。
- 1878年（明治11年）1月2日 - 為替取扱を開始。
- 1879年（明治12年） - 貯金取扱を開始。
- 1895年（明治28年）3月21日 - 大多喜郵便電信局となる。
- 1903年（明治36年）4月1日 - 通信官署官制の施行に伴い大多喜郵便局となる。
- 1968年（昭和43年）4月9日 - 電話交換事務を大原電報電話局に移管[2]。
- 1970年（昭和45年）7月3日 - 横山簡易郵便局の一時閉鎖に伴い[3]、取扱業務を承継。
- 1974年（昭和49年）11月19日 - 和文電報配達業務を大多喜電報電話局に移管。
- 1988年（昭和63年）12月5日 - 大多喜町久保から同町大多喜に移転。
- 1990年（平成2年）10月28日 - 総元郵便局の廃止に伴い、取扱事務を承継。
- 2007年（平成19年）10月1日 - 民営化に伴い、併設された郵便事業大原支店大多喜集配センターに一部業務を移管。
- 2012年（平成24年）10月1日 - 日本郵便株式会社発足に伴い、郵便事業大原支店大多喜集配センターを大多喜郵便局に統合。

## 取扱内容
- 郵便、印紙、ゆうパック、内容証明
- 貯金、為替、振替、振込、国際送金、国債
- 生命保険、バイク自賠責保険
- ゆうちょ銀行ATM
- 夷隅郡大多喜町内の集配業務

## 周辺
- 大多喜町役場
- 大多喜城跡
- 千葉県立大多喜高等学校
- 大多喜町立大多喜小学校
- 国道297号
- 国道465号
- 夷隅川

## アクセス
- いすみ鉄道いすみ線 大多喜駅から徒歩約7分
- 小湊バス 桜台停留所もしくは夷隅神社前停留所下車
- 駐車場あり：6台